# Small Luk
Small Luk, anciennement nommée Luk yiu-hung, est la première personne intersexe à évoquer ouvertement son intersexuation à Hong Kong. Elle est née avec un syndrome d'insensibilité partielle aux androgènes. Luk a vécu en tant qu'homme pendant 36 ans et a opté depuis pour le genre féminin. En 2011, elle a fondé l'organisation « Beyond Boundaries - Knowing and Concerns Intersex » (Au-delà des limites, connaissances et questions d'importances sur l'intersexuation), structure de défense des droits des personnes intersexes.

## Jeunesse
Small Luk est l'aînée des enfants de sa famille. À sa naissance, le médecin constate qu'elle est intersexuée, et naît avec des organes ressemblant à des testicules et un pénis. Luk a été assignée au genre masculin et a été élevée comme un garçon. Entre les âges de 8 et 13 ans, elle subit plus de 20 opérations visant à reconstruire son urètre. A ses 12 ans, une des opérations échoue. Luk trouve les chirurgies qu'elle subit trop insupportables et tente de se suicider à plusieurs reprises. Luk est la seule personne encore vivante parmi les sept à avoir été opérées dans le but de "réparer" leurs anatomies dans leur enfance à l'hôpital Kwong Wah de Hong Kong dans les années 1970. Après une chirurgie à l'âge de 13 ans, Luk a refusé de poursuivre la reconstruction génitale.
À l'adolescence, sa poitrine se développe, elle a des crampes d'estomac, et elle constate la présence de sang dans ses urines. Les médecins lui expliquent que son corps ne répond pas aux androgènes. Luk subit finalement l'ablation de ses organes génitaux masculins, après quoi elle décide de vivre en tant que femme.
Outre la douleur chirurgicale, Small Luk subi du harcèlement dans sa scolarité, de la part des camarades de classe et des enseignants.

## Éducation et profession
Malgré les nombreuses opérations qu'elle subit, Small Luk poursuit des études post-obligatoires. Elle obtient des diplômes en travail social et en médecine traditionnelle chinoise, ainsi qu'une maîtrise en études de genre à l'Université chinoise de Hong Kong. Elle dirige ensuite une clinique de traitement holistique à Hong Kong.

## Parcours militant
En 2011, Small Luk fonde l'organisation « Beyond Boundaries - Knowing and Concerns Intersex » (Au-delà des limites, connaissances et questions d'importances sur l'intersexuation),, et travaille à faire connaître l'existence des personnes intersexes. Les objectifs de son organisation sont de faire connaître l'existence des personnes intersexuées et de promouvoir leurs droits, notamment en luttant contre la chirurgie de normalisation génitale forcée et aux thérapies de conversion. Elle exhorte le gouvernement de Hong Kong à éduquer le public sur les formes d'intersexuation, à étendre les lois anti-discrimination pour qu'elles incluent la lutte contre les discriminations subies par les personnes intersexuées, et à cesser d'imposer des interventions chirurgicales aux enfants intersexes sans leur en donner le choix. Luk a été invité à divers événements internationaux et locaux , y compris à une réunion des Nations Unies en Thaïlande pour parler de la question des personnes intersexes et de leurs droits .